# 藤田観光
藤田観光株式会社（ふじたかんこう、英: FUJITA KANKO INC.）は、東京都文京区関口に本社を置く、ホテルや結婚式・レジャー事業をおこなう企業である。みどり会の会員企業であり三和グループに属している。

## 概要
前身である藤田鉱業が1945年（昭和20年）に藤田財閥の中核である同和鉱業から分離する。さらに1948年（昭和23年）に藤田興業と改称する。
1955年（昭和30年）11月7日、藤田興業の観光部門が分離し、小川栄一を社長として独立、発足した。藤田観光は1964年（昭和39年）4月に東証第二部に上場、翌年5月には東証第一部に昇格した。さらに、1973年（昭和48年）7月には大証第一部にも上場した。
過去には、観光バスとタクシー・ハイヤーを核とする自動車事業も行っていたがバブル崩壊後の1995年（平成7年）10月に自動車部の事業は国際自動車（現在は分社化されてケイエム観光バス）に売却。藤田観光主体の無線タクシーグループの藤田無線は1995年10月以降は藤田観光自動車を除く残った春駒交通・日立自動車交通・ライオン交通の3社で運営をしてきたが、2006年（平成18年）2月で解散、事業は日本交通に譲渡、2020年1月現在2社は日本交通グループ（うち1社（春駒）は日本交通の関連会社、もう1社（日立）は日本交通と業務提携）、残る1社は国際自動車グループ（ライオン、国際自動車の関連会社）となったあと国際自動車の再編により消滅した。
2006年（平成18年）5月24日までは東京都港区海岸の芝商業高校とJR東日本アートセンター四季劇場の対角にあたる場所に本社ビルを構えていたが、2006年5月25日より文京区関口の椿山荘内に本社を移転。旧本社跡は新日鉄興和不動産により『浜離宮インターシティ』へ建て替えられた。

## 事業
藤田観光が経営する施設には、ワシントンホテル・ホテル椿山荘東京・小涌園・箱根小涌園・箱根小涌園ユネッサン・下田海中水族館などがある。
売上割合はワシントンホテルが約38%を占め、ビジネスホテル運営が主力事業となっている。椿山荘を始めとした結婚式・宴会事業が約17%、ホテル椿山荘東京が約10%、箱根小涌園や箱根小涌園ユネッサンなどレジャー事業が約9%などとなっている。

### 小涌園
「小涌園」の代名詞ともなっている箱根小涌園は1948年（昭和23年）7月に開業し、かつては施設の一部門として一般有料道路「芦ノ湖スカイライン」も所有していた。2001年（平成13年）1月には箱根小涌園に隣接して、温泉テーマパークである箱根小涌園ユネッサンを開業した。
芦ノ湖スカイラインは後に、10億円程度でNIPPOコーポレーションへ譲渡されている。

### 椿山荘
椿山荘は1952年（昭和27年）11月、東京・目白の山縣有朋屋敷跡に開業し、約2万坪（6万6千m2）に及ぶ日本庭園で知られる宴会施設である。「椿山荘」の名称は、古来より椿が多く咲いていた地域に位置することに因む。
椿山荘には1992年（平成4年）1月、世界的なホテルチェーンのフォーシーズンズホテルズ・アンド・リゾーツ（カナダ）との提携によって「フォーシーズンズホテル椿山荘東京」が開業した。フォーシーズンズホテル椿山荘東京は開業当初、東京都心でも珍しい外資系の高級ホテルとして人気を集めたものの、競争の激化などによって次第に業績が悪化していたという。また、ホテルの運営方針を巡ってのフォーシーズンズホテル側との不和も顕在化したことから、提携は2012年（平成24年）末をもって解消、翌2013年1月1日からは藤田観光独自の運営による「ホテル椿山荘東京」に変わった。
将棋、囲碁のタイトル戦がしばしば実施され、2019年、日本将棋連盟から第26回大山康晴賞が藤田観光株式会社にあたえられた。

### WHGホテルズ
2014年2月14日に、ワシントンホテル及びホテルグレイスリーのブランド総称としてWHGを制定。総称の由来は、ワシントンホテルの略称であるWHとホテルグレイスリーの略称であるHGを合わせたもの。
2022年4月現在、ワシントンホテルブランド21箇所、ホテルグレイスリーブランド10箇所、ホテルフジタブランド1箇所、ホテルタビノスブランド3箇所、パートナーズホテル1箇所のネットワークを持つ。

#### ワシントンホテル

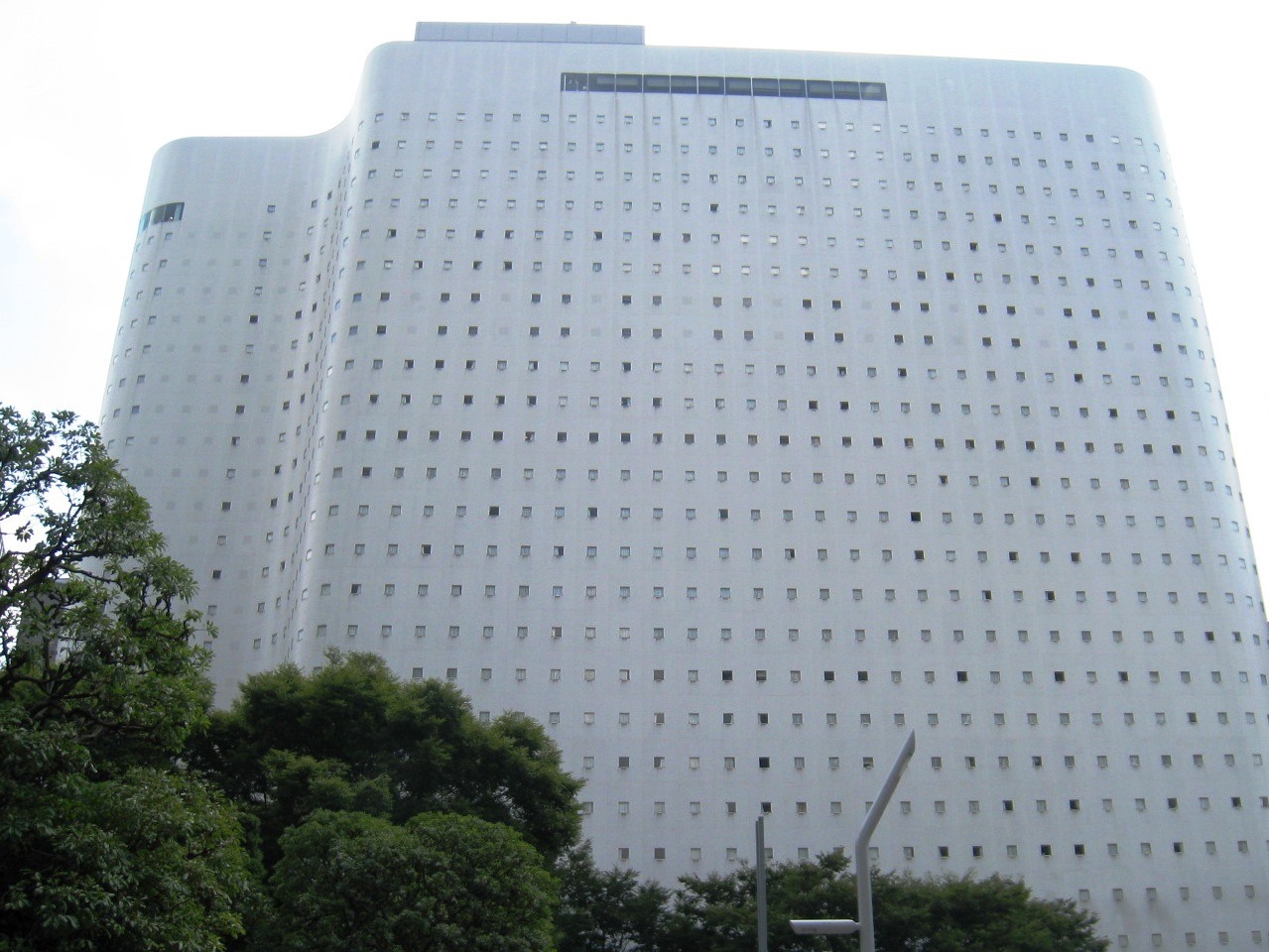
新宿ワシントンホテル
（東京・西新宿）

後に全国規模のビジネスホテルチェーンとなったワシントンホテルの第一号は、名古屋国際ホテル（当時）が1969年（昭和44年）に開業した『名古屋国際ホテル別館ワシントンホテル』（名古屋市中区錦・その後名古屋第1ワシントンホテルを経て1993年に閉館）であった。
藤田観光はその後の全国展開に当たって参画、その第一号は1973年（昭和48年）6月に開業した札幌第1ワシントンホテル（札幌市）であった。以後、主に東日本では藤田観光、主に西日本では名古屋国際ホテル（後にワシントンホテル株式会社と改称）がワシントンホテルの事業を展開した。
当初は単一の全国チェーンとして運営されていた「ワシントンホテル」であるが、1997年（平成9年）2月1日に藤田観光が運営するワシントンホテルは「ワシントンホテルチェーン」、ワシントンホテル社が展開しているホテルチェーンは「ワシントンホテルプラザチェーン」として分裂した。その後は、両者をあわせて「ワシントングループホテル」と称して緩やかに提携、ポイントカード「ワシントンカード」などを共同運営をしていたが、そのポイントカードも藤田観光グループ・メンバーカードへの見直しに伴って2012年（平成24年）2月末をもって相互利用が中止され、両チェーンの関係は完全に絶たれた。
その後、2020年8月1日よりワシントンホテル株式会社の自社予約サイト「宿泊ネット」の予約対象施設にWHGホテルズ22施設が加盟。藤田観光においても2021年度をめどに自社予約サイトでワシントン社運営施設の予約受付ができるように改修し、相互送客体制が復活する見通しである。

#### ホテルグレイスリー
ワシントンホテルよりも上級のビジネスホテル・チェーン。当初から「ホテルグレイスリー」として建設された第一号は2008年（平成20年）開業の「ホテルグレイスリー田町」。

#### ホテルフジタ
- ホテルフジタ福井 - 2009年に「福井ワシントンホテル」から転換。名称として「ホテルフジタ」を冠するが、藤田観光における扱いは「ワシントンホテルチェーン」と同等[8]で、WHGホテルズの一角を成している。2020年10月1日より、運営会社が「株式会社福井ワシントンホテルサービス」から地元でホテルを運営していた「株式会社ユアーズホテルフクイ」に変更となる[9]。

#### ホテルタビノス
AIコンシェルジュ「TAVINOSHIORI(タビノシオリ)」の導入や日本が世界に誇る"MANGA"をモチーフにした部屋などを採用した新スタイルトラベルハブホテル。浅草・浜松町・京都の3か所。ホテルの運営は藤田観光の子会社であるWHGホテルタビノス株式会社が行う。

#### パートナーズホテル
- ホテルグリーンタワー幕張

### ウィスタリアンライフクラブ
会員制リゾートホテル。箱根・鳥羽・静岡（伊豆）・長野で7か所運営されている。

### その他のホテル
- 十和田ホテル-1939年開業。十和田の風景を全客室から一望できる。

### 過去に運営していたホテル
- 京都国際ホテル[10] - 1961年開業、耐震工事の費用対策を検討した結果、2014年12月26日で営業終了[11]。国内の法人に譲渡された(相手方は公表されていなかった)が2015年になって阪急不動産が土地建物を取得したことが明らかになった[12]。2016年1月に三井不動産が阪急不動産から跡地を取得したことが明らかになった。2016年4月より解体工事が行われ、高価格帯ホテルの建設と2020年開業が発表された[13]。
- ホテルフジタ京都 - 1970年開業。設計は吉村順三。鴨川沿いに立地し、東山の眺望や繁華街への近さが人気であったが、2011年1月に営業終了した[14]。藤田観光は2006年（平成18年）の時点でホテルフジタ京都の土地・建物を積水ハウスに売却しており、跡地にはザ・リッツ・カールトン京都が開業している[14]。
- ホテルフジタ奈良[15] - 1983年開業[16]。三条通り沿いに立地。建物や施設の老朽化などにより2020年12月10日をもって営業終了[16]。その後、新型コロナ患者宿泊施設として利用され2024年に建物解体。

### 過去に運営していた結婚式場
- 太閤園 - 1959年開業。コロナ禍による経営悪化を受けて2021年6月末で営業終了（所有権移転後は賃借で営業を継続する[17]）、土地・建物は同年2月12日に329億円[18]で創価学会へ売却され、3月22日に所有権移転が行われた[19][20][21]。

### 過去のパートナーホテル
- ホテル金沢 - 2021年6月30日でパートナーホテル離脱。

## 関連人物
- 残間里江子（社外取締役）
- 菅礼之助